# Малий Самовець
Малий Самовець (рос. Малый Самовец) — селище у Верхньохавському районі Воронезької області Російської Федерації.
Населення становить 215 осіб. Входить до складу муніципального утворення Малосамовецьке сільське поселення.

## Історія
Населений пункт розташований у історичному регіоні Чорнозем'я. Від 1928 року належить до Верхньохавського району, спочатку в складі Центрально-Чорноземної області, а від 1934 року — Воронезької області.
Згідно із законом від 15 жовтня 2004 року входить до складу муніципального утворення Малосамовецьке сільське поселення.

## Населення
| 2000 | 2005 | 2010 | 2012 | 2013 | 2014 | 2015 |
| ---- | ---- | ---- | ---- | ---- | ---- | ---- |
| 436  | ↗441 | ↘291 | ↘280 | ↘273 | ↘262 | ↘252 |
| 2016 | 2017 | 2018 |      |      |      |      |
| ↘244 | ↘230 | ↘215 |      |      |      |      |